# Gambelia copeii
Espèce
Synonymes
- Crotaphytus copeii Yarrow, 1882

Statut de conservation UICN

 LC  : Préoccupation mineure
Gambelia copeii est une espèce de sauriens de la famille des Crotaphytidae.

## Répartition
Cette espèce se rencontre dans le sud de la Californie aux États-Unis et en Basse-Californie au Mexique.

## Description
Cette espèce fait entre 8 et 14 cm de long. Elle est gris plus ou moins clair avec des taches noires sur le dos, bordées de clair, le ventre étant nettement plus clair. Les femelles présentent des taches rouge-orange sur leur face ventrale durant la reproduction. Les juvéniles sont semblables aux adultes.
Ils ont une forte mâchoire, capable d'infliger des morsures douloureuses, et sont capables de courir sur leurs pattes arrière.

## Étymologie
Cette espèce est nommée en l'honneur de Edward Drinker Cope.

## Publication originale
- (en) Yarrow, 1882 : Description of new species of reptiles and amphibians in the US National Museum. Proceedings of the United States National Museum, vol. 5, p. 438-443 (texte intégral).